# Жан I де Грайи
Жан I де Грайи (фр. Jean Ier de Grailly; ок. 1238 — ок. 1301) — первый виконт Беножа и Кастильона из рода де Грайи. Предок графов Фуа.

## Биография
Родовое владение — сеньория Грильи (Grilly) в бальяже Же на берегу Женевского озера (в Савойском графстве).
Вероятно, родился ок. 1238 года. В 1254 году прибыл в Англию и поступил на службу к наследнику престола — будущему королю Эдуарду I. Этот принц в 1261 году пожаловал Жану де Грайи сеньории в Гиени — Бьер-ле-Семюр, Скорбиан и Артиж.
В 1265 году Жан де Грайи привёз в Англию отряд гасконцев, который в битве при Эвешеме сыграл большую роль в победе короля Генриха III над восставшими баронами. В награду принц Эдуард с согласия матери 2 января 1266 года пожаловал Жану де Грайи виконтство Бенож и назначил его сенешалем Гаскони.
В 1270—1272 годах Жан де Грайи в составе английского войска участвовал в Крестовом походе и был назначен сенешалем Иерусалима (1272). После заключения 10-летнего перемирия вернулся в Европу в 1274 году.
В 1278 году в награду за службу получил от короля Эдуарда виконтство Кастильон, сеньорию Гюрзон и все земли, конфискованные у Бернара де Бувиля.
В 1266—1268 и 1273—1286 годах — сенешаль Гаскони, а также Аженэ, Лимузина, Перигора, Керси и Сентонжа. Руководил строительством многочисленных бастид: Сен-Жюльен-де-Кап-Урбиз (1280), Кадиллак и Мирамон (1281), Валанс (1283), Вьян и Монпазье (1283). Мольер (1284), и других.
В 1288 году отправился в Иерусалим принести оммаж новому королю — Генриху II, и пробыл в Святой земле 5 лет, командуя военными отрядами.
В 1293 году вернулся в Гасконь и вскоре завершил военную службу. Умер приблизительно в 1301 году.

## Семья
Согласно завещанию, женой Жана де Грайи была некая Беатриса (вторая жена). Сын (от первой жены):
- Пьер I де Грайли (ум. 1290), сенешаль Базадэ, сын — Пьер II де Грайи (ок. 1285/1290 — 1356), сеньор де Грайи, де Шеле, де Сен-Круа де Вильягран, де Лангон, де Фле, капталь де Бюш (по праву жены)